# 西玛·普尼亚
西玛·普尼亚（Seema Punia，1983年7月27日—），旧姓安蒂尔（Antil），印度女子田径运动员，2014年亚洲运动会女子铁饼金牌得主、2018年亚洲运动会女子铁饼铜牌得主、2022年亚洲运动会女子铁饼铜牌得主。